# Panopeus
Panopeus (altgriechisch Πανοπεύς Panopeús; auch Φανοτεύς Phanoteús) ist in der griechischen Mythologie ein Sohn des Phokos und der Asteria oder Asterodia sowie Eponym der gleichnamigen Stadt im Phokis, nahe der Grenze zu Boiotien.
Panopeus, der größte unter den Waffenfreunden des Aigisthos, ist der Zwillingsbruder des Krisos und stritt bereits im Mutterleib mit ihm.
Panopeus, der ein großer Jäger war und nach Ovid auch an der Kalydonischen Eberjagd teilgenommen hatte, zog mit Amphitryon in dessen Krieg gegen König Pterelaos und die Taphier. Er schwor zuvor einen Eid, nichts von der Kriegsbeute zu entwenden, brach diesen Eid aber und wurde von den Göttern bestraft: Sein Sohn Epeios wurde ein gänzlich unkriegerischer Mensch, der es trotzdem im Faustkampf und in den Künsten zu einigem Geschick brachte – er baute das Trojanische Pferd.
In seine Tochter Aigle verliebte sich Theseus und brach für sie den Treueschwur, den der Held Ariadne gegeben hatte.
Die Grabschrift des Agathias auf Panopeus lässt ihn an einem Skorpionstich sterben und rückt ihn damit in die Nähe des Orion und dessen Schicksals.